# Björnram i Finland
Björnram i Finland var en finländsk frälsesläkt, som skrev sig till Domargård i Karis socken samt adlades eller erhöll förnyelse på gammalt adelskap 1581, och introducerades som adelsätt på Sveriges Riddarhus år 1643 under nr 300. Ätten utdog på svärdssidan redan 1676.
Vapen: En röd, genom två korslagda spikklubbor i silver, fyrstyckad sköld med fyra gyllene björnramar på svart märke

## Oklarheter
Till denna ätt Björnram nummer 300, har tidigare införts i riddarhusstamtavlan och i Gabriel Anreps ättartavlor, personer med namnet Björnram, vilka dels 1. tillhörde adliga ätten n:r 204, Björnram af Helgås, 2. dels inte alls kunde göra anspråk på adelskap.

## Släkttavla
Släkttavlan uppställd efter Gustaf Elgenstierna, Den introducerade svenska adelns ättartavlor.
1. Per Jakobsson till Domargård i Karis socken i Finland. Levde 1542.
  1. Henrik Persson, till Domgård, gjorde adlig rusttjänst 1562.
    1. ? Anders, son eller svärson till Henrik Persson. Var måhända den Anders Persson som var domhavande i Norrfinne lagsaga 1520–1540. Gift med en syster till väpnaren Lydik Larsson (Djäkn, Lydekasönernas ätt).
      1. Matts Andersson till Ånäs i Strömfors socken och till Domargård från 1565. Gjorde adlig rusttjänst 1562. Fogde i Jääskis härad 1568–1572 och i Keksholms län 1581-02-04. Skeppshövidsman på Ladoga. Adlad av konung Johan III 1581-06-08. Fick 1581-07-03 frälse på Björkbacka vid Borgå och genom Pontus De la Gardies brev 1582-10-12, åtta hakar i Kargoschi pogost. Befallningsman på Koporie fästning 1582–90. Död 1590-03-00 under en resa på vägen från Koporie till hemmet. Gift 1) med Anna Persdotter, dotter av Per Jönsson (Ruuth i Finland) och Gertrud Bertilsdotter. Gift 2) med Anna Turesdotter, dotter av Ture Johansson (Stålarm) och Anna Dubbe.
        1. Christer Mattsson till Domargård. Ryttare under Mårten Boijes fana 1590. Slottslofven på Nyslott 1597. Förnyad fullmakt på detta ämbete 1598-01-10. Fängslad på hertig Carls befallning 1599-10-00. Avrättad i Åbo 1599-11-10 och begraven 1599-11-12 i Åbo domkyrka i Hans Erikssons till Brinkkala grav. Gift med Carin Stålarm, dotter av riksrådet Erik Arvidsson Stålarm och Beata Grabbe, av gammal finsk frälsesläkt.
          1. Arvid Christersson till Domargård. Fänrik under överstelöjtnant Ernst Creutz 1618. Var död 1628-01-21, då hans änka fick konfirmation på hans frälsegods. Gift med Carin Slang. Hon sålde 1638 jämte barnen Jokisato i Halikko socken till Arvid Horn och levde ännu 1652, dotter av fältöversten Claes Slang och Elin Boose, tysk uradel.
            1. Claes Arvidsson Björnram  till Domargård samt Kormo i Loppis socken. Inlade vid riksdagen 1643 på riddarhuset konung Johans adelsbrev av 1581 och blev jämte brodern introducerad under nr 300. Var löjtnant 1643 och kapten 1646 vid Åbo låns regemente. Död omkring 1668. Gift före 1648-12-02 med Estrid Uggla i hennes 2:a gifte, dotter av amiralen Claes Uggla och Beata Wachtmeister.
              1. Anna. Gift med kaptenen Carl Rosenlindt.
              2. Estrid, död 1694. Gift 1675, enligt kunglig tillstånd, med borgmästaren i Helsingfors Johan Laurentz i hans 1:a gifte.

            2. Arvid Arvidsson Björnram. »Adelsbuss» vid gardet 1640. Blev jämte brodern introducerad 1643 under nr 300. Fänrik vid Björneborgs regemente 1643-12-23. Ihjälsköt i duell en köpman i Riga och flydde ur riket och vistades 6 år i Tyskland, Danmark, Skottland, England och Holland mestadels i krigstjänst. Anhöll om pardon och tillstånd att få återkomma 1652, vilket på moderns förbön medgavs. Överlöjtnant vid amiralitetet 1655-01-12. Kapten vid amiralitetet 1657-11-15. Major 1665-11-23. Amirallöjtnant 1675-09-13. Major i 1. eskadern av Stenbocks flotta 1675-10-00. Vice amiral i 2. eskadern av Lorentz Creutz flotta 1676-05-01–1676-05-21. Därifrån förflyttad till Creutz amiralsskepp Kronan, på vilket han omkom i slaget vid Öland 1676-06-01 och Ätten Bjärnram nummer 300 utgick med honom.
            3. Märta Björnram. Gift med kvartermästaren Claes Sabelstierna.
            4. Carin Björnram, död 1673. Gift med bokhållaren i Raseborgs grevskap Johan Hansson
            5. Elin Björnram. Var död 1683. Gift med ryttmästaren Hans Gyllenlood.
            6. Ingeborg Björnram, död 1690. Gift med kaptenlöjtnanten Erik Örnflycht.

        2. Anders Mattsson, död ung.
        3. Carin Mattsdotter, levde 1616. Gift 1:o med tullnären Ernald Forbes nr 249. Gift 2:o med underståthållaren i Viborg Salomon Jönsson, av en icke introducerad finsk frälsesläkt kallad Piil eller Båga, i hans 2:a gifte